# Lomaptera negata
Lomaptera negata är en skalbaggsart som beskrevs av Heller 1899. Lomaptera negata ingår i släktet Lomaptera och familjen Cetoniidae. Inga underarter finns listade i Catalogue of Life.